# 纳米比亚海军
纳米比亚海军（英語：Namibian Navy），是纳米比亚国防军中的海军。其成立于2004年，主要任务是领海防御。

## 历史
1990年3月21日，纳米比亚共和国自南非统治下正式获得独立。1994年2月28日，南非将鲸湾港和企鹅群岛归还纳米比亚，鲸湾港为纳米比亚最大的深水港。同年3月4日，纳米比亚和巴西签署了海军合作协议，巴西将对纳米比亚进行军官和工作人员提供培训。
1998年，纳米比亚海事联队(Maritime Wing)正式成立。初创时，该海事联队只有一艘400吨级羚羊级（NPV Oryx）巡逻舰和两艘南非赠送的港口巡逻艇。2004年8月，巴西向纳米比亚移交了第一艘军舰，900吨级的护卫舰“Dimo Hamaambo中将”号。截至此时，纳米比亚已经训练了180名海军军官和工作人员，其中168人在巴西接受的培训。同年10月7日，纳米比亚海军成立。
纳米比亚于2002年在鲸湾港开始建设海军基地。2012年，基地建成，以第一批赴巴西受训的指挥官名字名字为“Sacharia上尉”海军基地。
2010年代，纳米比亚海军从中华人民共和国接收了数艘大型舰艇。在巴西的帮助下，纳米比亚海军训练了海军陆战队。2016年，纳米比亚海军陆战队正式成立，规模为一个营。截至2018年，巴西已为纳米比亚海军培训了1614名军官和士兵，并且有顾问团在纳米比亚进行指导。2020年，Alweendo Paulus Amungulu少将被任命为海军司令，他曾在巴西海军和中国人民解放军国防大学学习。
除了负责海域安全外，纳米比亚海军也负责内河巡逻。2019年，其位于卡普里维地带的因帕里拉岛海军基地投入使用。该内河基地位于三条河流交汇处，与其他三个国家相邻。

## 装备
至2018年，纳米比亚海军主要装备有：
| 级别               | 产地 | 数量 | 舰名和舷号                                 | 吨位   | 注释                                 |
| ------------------ | ---- | ---- | ------------------------------------------ | ------ | ------------------------------------ |
| 037-IS型反潜护卫艇 | 中國 | 2    | NS Daures (C12) NS Brukkaros (C13)         | 400吨  | 2017年接收自中国                     |
| 大象级多用途运输舰 | 中國 | 1    | NS Elephant (S11)                          | 2900吨 | 2012年接收自中国                     |
| 羚羊级巡逻艇       | 德国 | 1    | NS Oryx (P01)                              | 400吨  | 2002年接收自纳米比亚渔业和海洋资源部 |
| 格拉豪级巡逻艇     | 巴西 | 1    | NS Brendan Simbwaye (P11)                  | 200吨  | 2009年接收自巴西                     |
| 马林级巡逻艇       | 巴西 | 2    | NS Terrace Bay (HPB20) NS Möwe Bay (HPB21) | 45吨   | [ 17 ]                               |

- 大象级多用途运输舰
- 马林级巡逻艇

## 图库

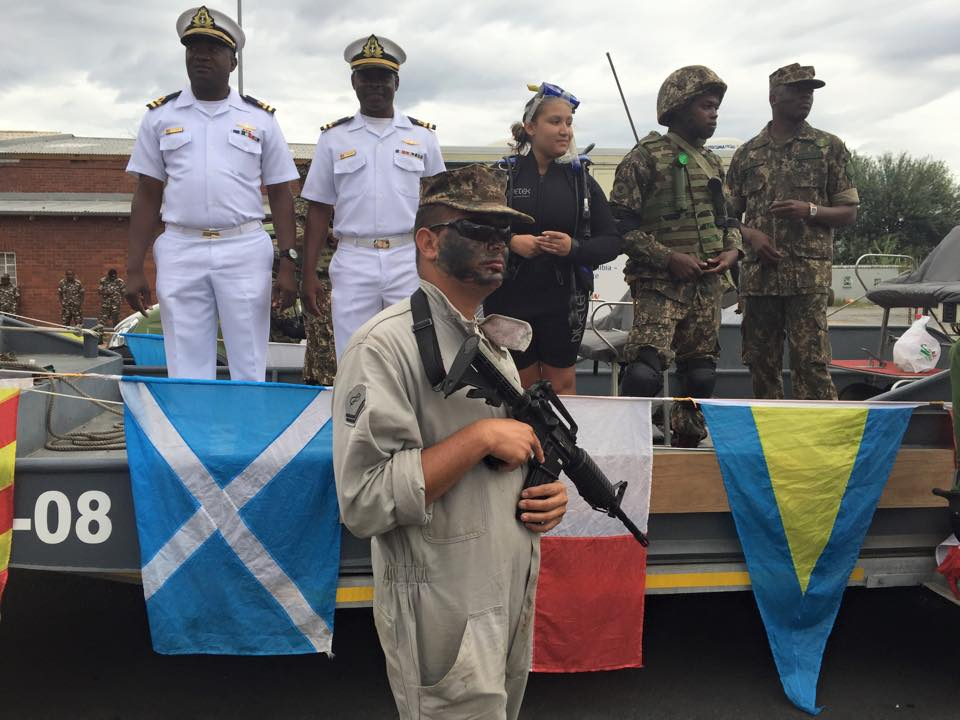
纳米比亚海军军官、水兵和海军陆战队员
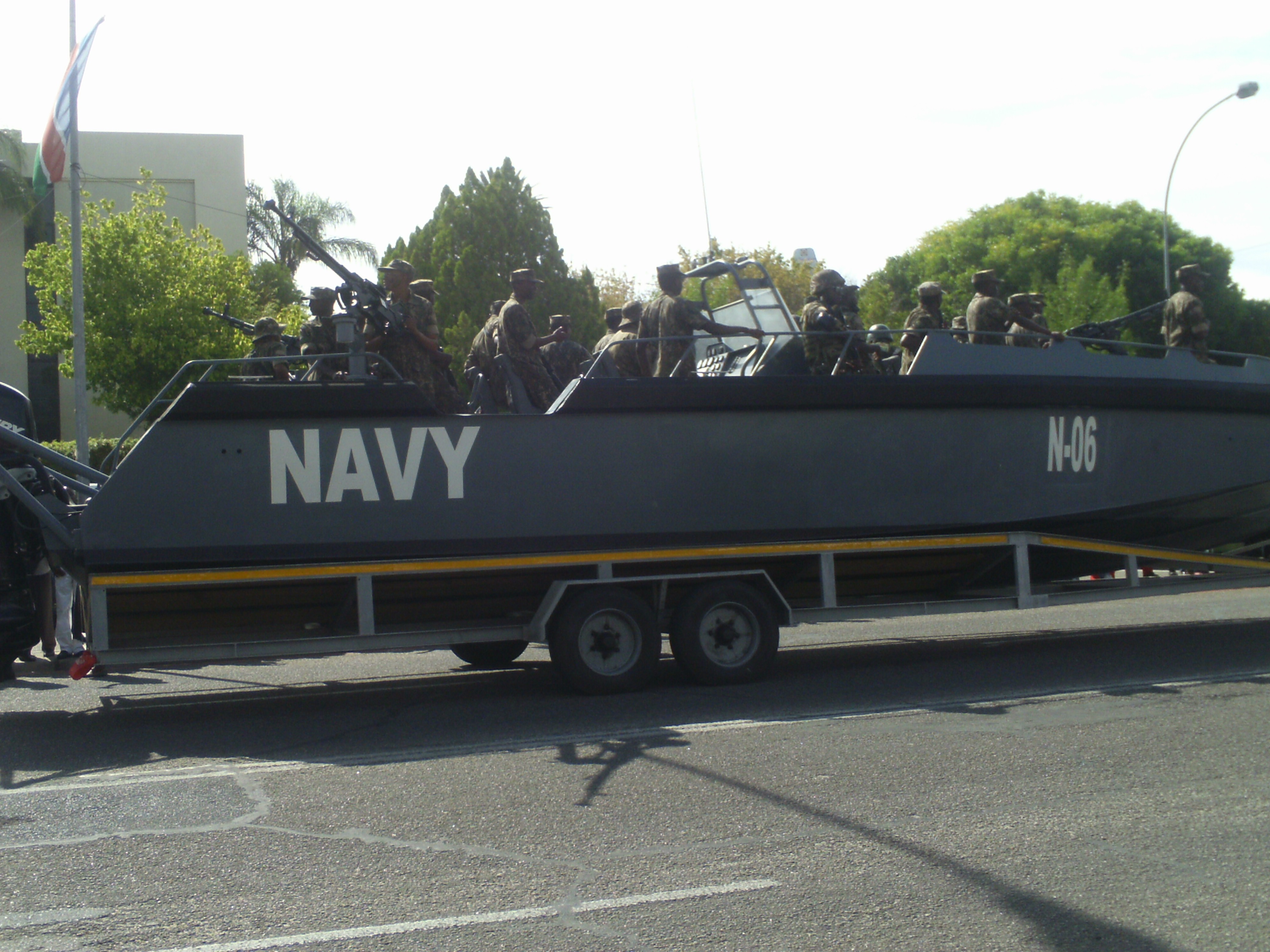
海军陆战队作战艇部队
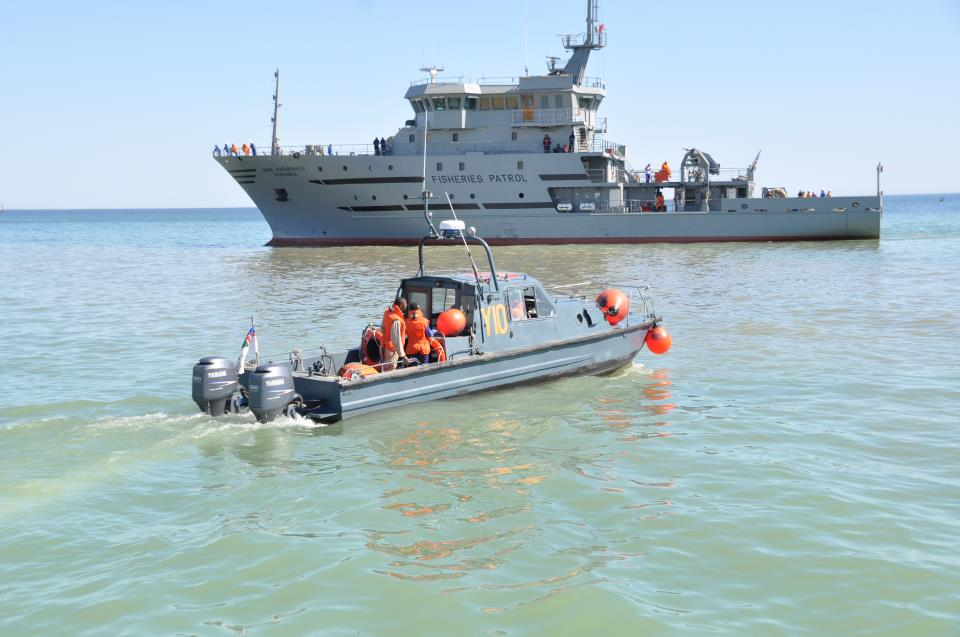
纳米比亚海军 Namacurra 号与渔业巡逻船
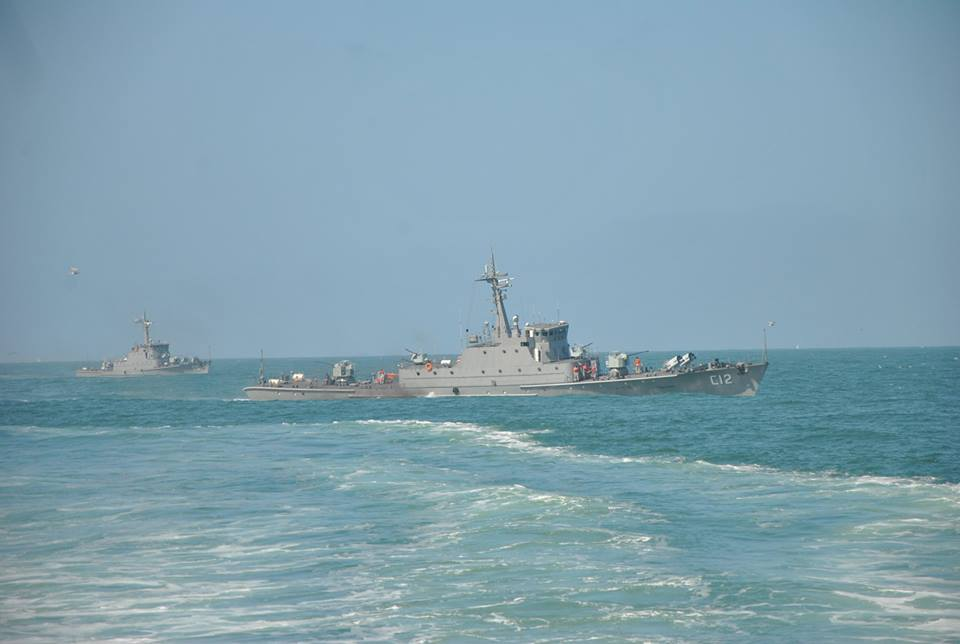
NS Daures & Brukkaros
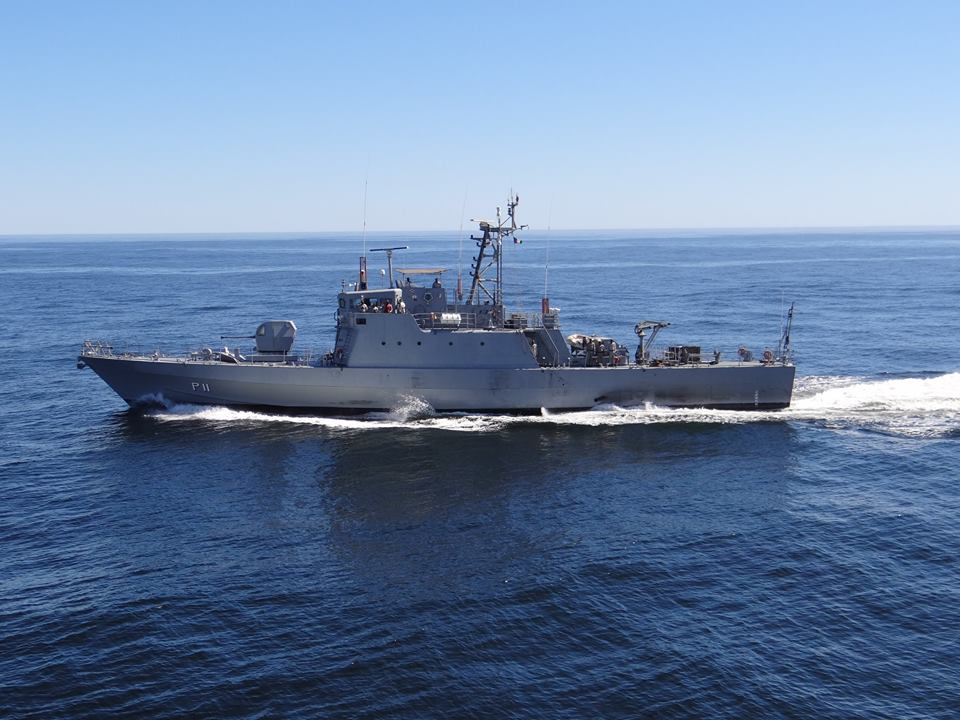
NS Brendan Simbwaye
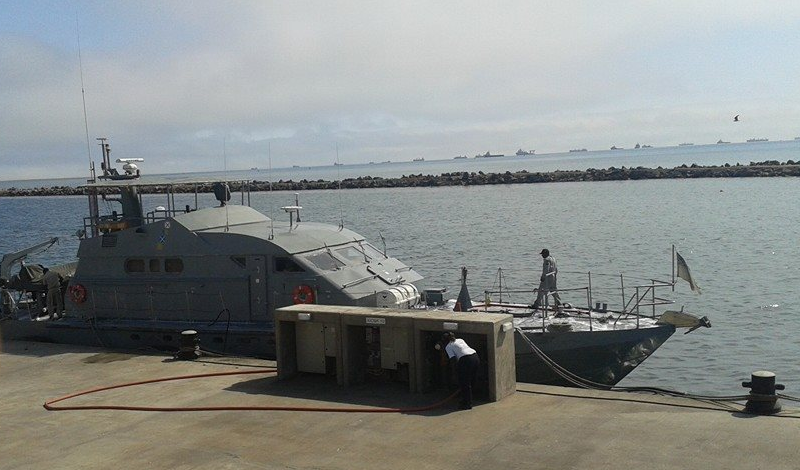
Marlim Class HPB